# El Portezuelo, Argentina
El Portezuelo är en ort i Argentina.   Den ligger i provinsen Catamarca, i den norra delen av landet, 1 000 km nordväst om huvudstaden Buenos Aires. El Portezuelo ligger 633 meter över havet och antalet invånare är 344.
Terrängen runt El Portezuelo är varierad. Trakten runt El Portezuelo är nära nog obefolkad, med mindre än två invånare per kvadratkilometer.. Närmaste större samhälle är San Fernando del Valle de Catamarca, 14,6 km väster om El Portezuelo.
Trakten runt El Portezuelo består i huvudsak av gräsmarker.